# Martin Steuble
Martin Steuble (* 9. Juni 1988 in Schlieren) ist ein philippinisch-schweizerischer Fussballspieler.

## Karriere

### Verein
Der Stürmer spielte seit 2007 für Neuchâtel Xamax, zuerst in der U-21-Mannschaft. Sein Debüt in der höchsten Schweizer Spielklasse, der Super League, absolvierte er am 20. Juli 2008 im Heimspiel gegen den FC Zürich. Sein erstes Tor in der Super League erzielte er am 22. März 2009 im Spiel gegen Grasshopper Club Zürich im Letzigrund. Es war erst sein dritter Einsatz.
In der Saisonpause 2009/2010 wechselte Martin zu seinem Stammverein Grasshopper Club Zürich zurück, für den er am 18. Oktober 2009 im Schweizer Cupspiel gegen FC Lugano debütierte. Am 28. März 2010 debütierte Martin für Grasshopper Club Zürich in der Super League. Sein Vertrag bei den Grasshoppers wurde im Sommer 2010 nicht verlängert. Im Juli 2010 unterzeichnete er beim FC Lausanne-Sport einen Einjahresvertrag. Für den Verein aus Lausanne absolvierte er 16 Ligaspiele. Der FC Wohlen, ebenfalls ein Erstligist, nahm ihn am 1. Juli 2011 unter Vertrag. Nach einer Saison wechselte er im Juli 2012 zum Ligakonkurrenten FC Wohlen. Hier stand er bis Mitte Juli 2014 unter Vertrag. Nach 52 Erstligaspielen zog es ihn am 16. Juli 2014 in die Vereinigten Staaten, wo er einen Vertrag bei Sporting Kansas City unterschrieb. Das Franchise aus Kansas City, Missouri spielte in der Major League Soccer (MLS). Bis Januar 2015 spielte er dreimal in der MLS. Ceres-La Salle, ein philippinischer Erstligist nahm ihn im Januar 2015 unter Vertrag. Mit dem Klub aus Bacolod City spielte er in der Philippines Football League. 2017 und 2018 feierte er mit Ceres die Meisterschaft. Für Ceres stand er 35-mal auf dem Spielfeld. Im Juli 2019 zog es ihn nach Thailand. Hier unterschrieb er einen Vertrag beim Port FC. Der Verein aus der thailändischen Hauptstadt Bangkok spielte in der höchsten Liga des Landes. 2019 gewann er mit Port den FA Cup. Das Endspiel gegen Ratchaburi Mitr Phol gewann Port mit 1:0. Für Port absolvierte er 24 Erstligaspiele. Im Juni 2021 wechselte er auf Leihbasis nach Kanchanaburi zum Zweitligaaufsteiger Muangkan United FC. Dort wurde sein Leihvertrag am 23. November des gleichen Jahres nach nur zwölf Ligaspielen wieder aufgelöst und Steuble kehrte zum Port FC zurück. Nach insgesamt 38 Erstligaspielen für Port wurde sein Vertrag im Sommer 2023 nicht verlängert.

### Nationalmannschaft
Seit 2014 spielt Steuble für die philippinische A-Nationalmannschaft. Bisher absolvierte er dort 54 Partien und erzielte dabei vier Treffer.

## Erfolge

### Verein
Port FC
- FA Cup Thailand: 2019

FC Lausanne-Sport
- Challenge League: 2011

Ceres-Negros FC
- Philippines Football League: 2017, 2018

- United Football League: 2015

- UFL Cup: 2016 (Finalist)

### Nationalmannschaft
Philippinen
AFC Challenge Cup: 2014 (2. Platz)